# Pygommatius porticus
Pygommatius porticus là một loài ruồi trong họ Asilidae. Pygommatius porticus được Scarbrough & Marascia miêu tả năm 2003.